# The Sims 4: Волшебство природы
The Sims 4: Волшебство природы (англ. The Sims 4 Enchanted by Nature) — 19-е дополнение к компьютерной игре The Sims 4, выход которого состоялся 10 июля 2025 года. Основная тематика расширения — возможность жить в гармонии с природой, выживать в природной среде, а также введение оккультного вида — фей.

## Игровой процесс
Дополнение вводит навык «жизни на природе», позволяющей симу выживать в дикой среде без базовых удобств, например питаться найденными растениями, пойманной рыбой, спать на траве. Дополнение вводит механику гармонии, чем ниже её показатель, тем сложнее симу осваивать навыки и выше риск заболеть. «Волшебство природы» вводит заболевания, реализованные в виде отрицательных и положительных баффов, например способность быстрее осваивать навыки садоводства, склонность срываться на окружающих, «симолеоновая лихорадка», и так далее. Дополнение также вводит стол знахаря и навык приготовления разных зелий и снадобий для лечения болезней или вызывания волшебных эффектов.
«Волшебство природы» расширяет механику садоводства, в частности возможность выращивать комнатные растения и добавляет коллекцию комнатных растений.
В расширении представлен игровой мир Иннисгрин, представляющий собой зелёный и сказочный оазис, вдохновлённой ирландской и кельтской мифологией. Он поделён на три района — прибрежная деревню, вечнозелёную рощу и волшебную чащу.
«Волшебство природы» вводит оккультный вид симов — фей. Они питаются не едой, а эмоциями. Феи способны летать, жить в гармонии с природой, их способности связаны с выращиванием растений, они также могут менять настроение симов. Игрок может создавать фей в режиме создания персонажа, настраивать облик, форму и цвет крыльев. В дополнении представлено древо навыков и два пути развития способностей. Феи могут учиться лучше понимать природу и помогать другим симам, или же заниматься шалостями и пакостями. «Ростоманы» или симы-растения — другой оккультный вид из базовой игры The Sims 4 — получили несколько дополнительных взаимодействий.

## Анонс и выход
Тематика дополнения и предполагаемая дата выпуска — 9 июля, стала известна ещё в мае 2025 года в результате серии информационных утечек. Прежде феи, как оккультный вид — появлялись в дополнении к The Sims 3 — «Сверхъестественное» и поклонники The Sims 4 многие годы просили добавить их в последнюю игру серии. 4 июня был выпущен официальный тизер к дополнению с изображением сказочного домика. Также EA Games создала отдельный веб-сайт, дающий подсказки по тематике предстоящего дополнения.
Дополнение было анонсировано 12 июня 2025 года вместе с игровым трейлером. Заказавшие или купившие дополнения до 21 августа получают три бонусных предмета. Перед релизом 24 июня состоялся выпуск бесплатного обновления — событие «Зов Природы», где выполняя разные задания — игрок мог получить коллекцию предметов, связанных с природной тематикой.
Реакция у игрового сообщества на анонс была смешанной. С одной стороны многие обрадовались добавлению фей в The Sims 4, c другой стороны в остальных «нововведениях» некоторые игроки увидели минимально изменённые механики из предыдущих дополнений, а именно «В Поход», «Загородная жизнь» и «Оборотни». Игроки также выразили обеспокоенность по поводу совместимости образа жизни без благ цивилизации с другими дополнениями к The Sims 4, например невозможность подметать пол метлой, а не только электрическим пылесосом при наличии комплекта «Ни пылинки» или необходимость покупать многие ингредиенты, например сыр или муку, так как не игра, не прежние дополнения прежде не предоставляли возможность изготавливать эти продукты.

## Критика
| Сводный рейтинг    | Сводный рейтинг |
| Агрегатор          | Оценка          |
| ------------------ | --------------- |
| Metacritic         | 70/100          |
| Иноязычные издания |                 |
| Издание            | Оценка          |
| GameSpot           | 9/10            |
| Destructoid        | 8/10            |
| IGN Benelux        | 7/10            |
| Dexerto            | [ 16 ]          |